# Militärflugplatz Heuberg

i7
i11
i13
Der Flugplatz Heuberg (auch Flugplatz Oettingen oder Flugplatz Oettingen-Heuberg) war ein Fliegerhorst im schwäbischen Landkreis Donau-Ries. Er befand sich auf dem Gebiet des Dorfes Heuberg in Bayern. Der Flugplatz Deiningen befand sich nur ca. 6 km entfernt und wurde als Einsatzflugplatz benutzt.

## Geschichte
Die Luftwaffe der Wehrmacht begann 1934 mit dem Bau eines Feldflugplatzes und wertete ihn 1939 zum Einsatzhafen I. Ordnung auf. Eine Fliegerhorstkommandantur wurde errichtet und bis 1936 eine betonierte Start- und Landebahn sowie ein Luftwaffengut. Neben verschiedenen Flugzeugführerschulen lagen von November 1943 bis April 1944 die III. Gruppe des Zerstörergeschwaders 76 und von Februar bis April 1944 Teile der II. Gruppe des Zerstörergeschwaders 76 mit Flugzeugen vom Typ Messerschmitt Bf 110 hier. Von Mai bis Juni 1944 war die II. Gruppe des Jagdgeschwaders 53 mit der Messerschmitt Bf 109G hier stationiert, bevor von Februar bis März 1945 Teile des Ergänzungsjagdgeschwaders 1 hier ihre Ausbildung durchführten. Ab Anfang 1942 wurde der Flugplatz auch von der Fa. Bachmann / v. Blumenthal aus Fürth als Werksflugplatz genutzt.
Ab 1944 sollte der Platz für die Fa. Messerschmitt erheblich ausgebaut werden. Damals entstand eine große Werft an der Utzwinger Straße und weitere Anlagen. Allerdings wurden die Baumaßnahmen nicht mehr vollendet. Zwischen dem 5. April 1944 und dem 18. April 1945 wurde der Fliegerhorst mehrfach von alliierten Luftstreitkräften angegriffen. Der schwerste Luftangriff ereignete sich am 23. Februar 1945, als 48 B-17-Bomber der 8. US-Luftflotte ihn attackierten und schwere Schäden anrichteten. Am 21. April 1945 räumte das Luftwaffenpersonal den Fliegerhorst, Teile der vorhandenen Anlagen anschließend von Einheiten der Waffen-SS gesprengt. Am. 23. April nahmen US-amerikanische Truppen das Areal kampflos ein. Teile des 819th Aviation Engineer Battalion übernahmen am 25. April das Gelände und richteten es als Evakuierungsflugplatz R-47 wieder her; einen Tag später wurde der Flugbetrieb aufgenommen. Am 15. Mai 1945 gaben die amerikanischen Truppen den Platz wieder frei.

## Kriegsgefangenenlager
Vermutlich schon 1941 wurde im sog. „Unteren Lager“ das Arbeitskommando 301 für etwa 300 bis 400 sowjetische Kriegsgefangenen eingerichtet. Anfangs mussten die Kriegsgefangenen nicht arbeiten und waren im Lager eingesperrt. Erst mit dem wachsenden Arbeitskräftemangel im Deutschen Reich änderte sich die Situation und sie wurden bei Arbeiten auf dem Flugplatz und in der Umgebung eingesetzt. Die Gefangenen lebten im Lager nach Zeugenaussagen unter menschenunwürdigen Bedingungen. Manchmal gelang es der Zivilbevölkerung ihnen heimlich etwas zuzustecken. Bisweilen wurde dies von den Wachmannschaften stillschweigend geduldet, meistens aber rigoros unterbunden. Immer wieder kam es zu schweren Misshandlungen der Kriegsgefangenen, die hin und wieder mit dem Tod endeten.
Bei der Einwohnerbehörde in Oettingen wurden elf Todesfälle sowjetischer Kriegsgefangener gemeldet. Es ist aber anzunehmen, dass weit mehr ihr Leben lassen mussten. Die Verstorbenen wurden 1958 in der Kriegsgräberstätte Neumarkt i. d. Oberpfalz bestattet.

## Flüchtlingslager
Zwischen 1946 und 1948 wurde das Gelände des ehemaligen Flugplatzes Heuberg als Quarantänestation und Flüchtlingsdurchgangslager genutzt. Bis zur Auflösung des Lagers im Jahre 1963 wurden mehr als 30.000 Menschen, vorwiegend aus dem Gebiet der Tschechoslowakei und Rumäniens durchgeschleust. Für die Heimatvertriebenen und Flüchtlinge war der Aufenthalt im Lager Heuberg der Beginn für eine neue und oftmals gerade in den Anfangsjahren äußerst schwierige Zeit in einer völlig fremden Umgebung.

## Heutige Nutzung

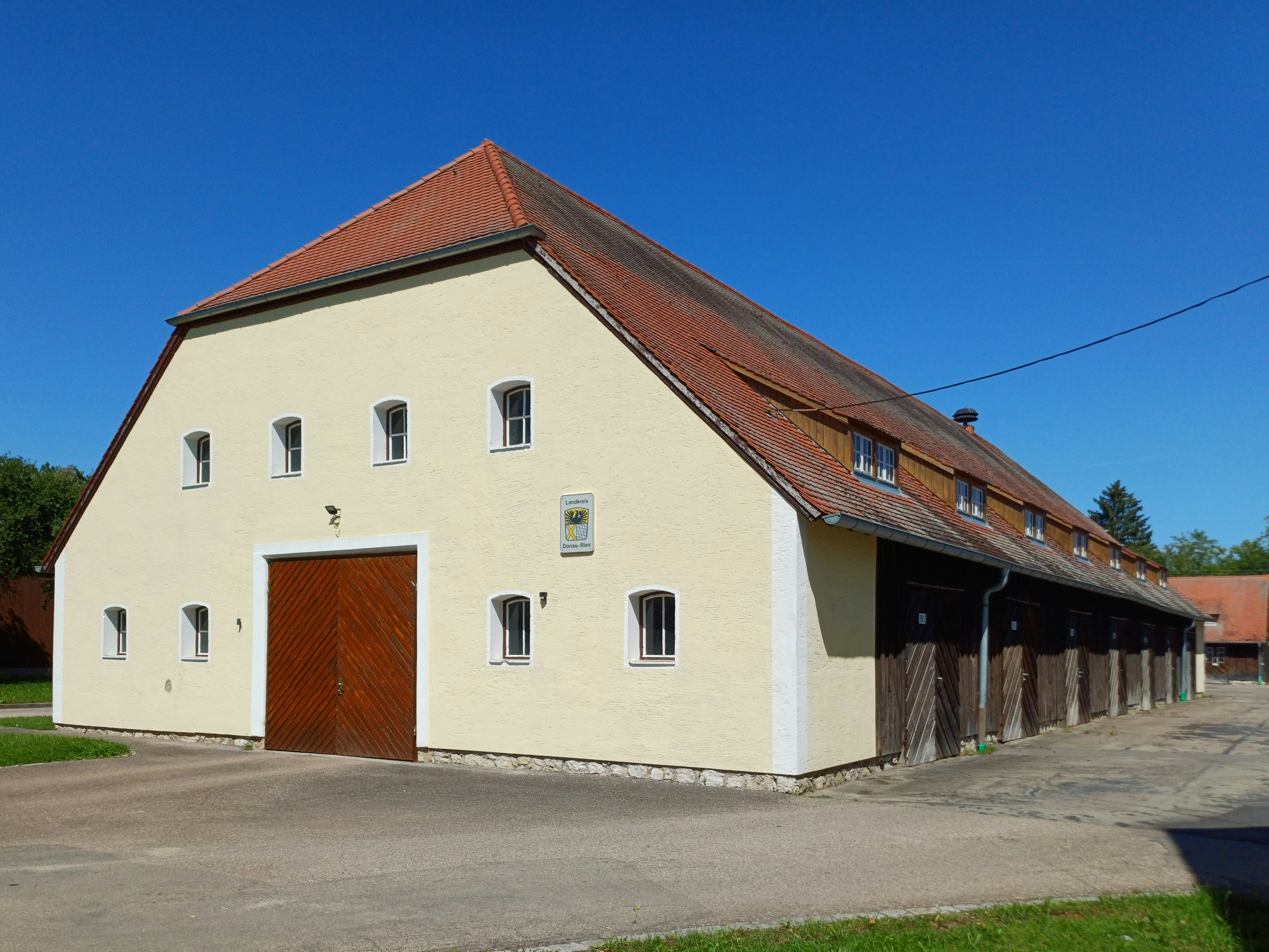
Wagenhalle Bauhof

Die ehemalige Platzlandwirtschaft mit Fahrzeughallen und Funktionsgebäuden ist teilweise in gutem Zustand erhalten und wird seit vielen Jahren durch den Kreisbauhof genutzt.
Die ehemalige Startbahn wird als Lagerplatz für Erde und Bauaushub genutzt und ist noch gut erkennbar. Ebenso sind um die Startbahn noch vereinzelt die Entwässerungen und Kanäle erkennbar. Von den Flugzeughallen der Werft und den sonstigen Einrichtungen sind ebenfalls noch einzelne Betonsäulen und Fundamente erkennbar. Es gibt eine im Frühjahr 2008 errichtete, frei zugängliche Gedenkstätte mit sehr ausführlicher Erklärung und Lageplan. Ebenso werden einzelne Ausrüstungsgegenstände, mit Beschreibung, ausgestellt.